# Förbundet allt åt alla

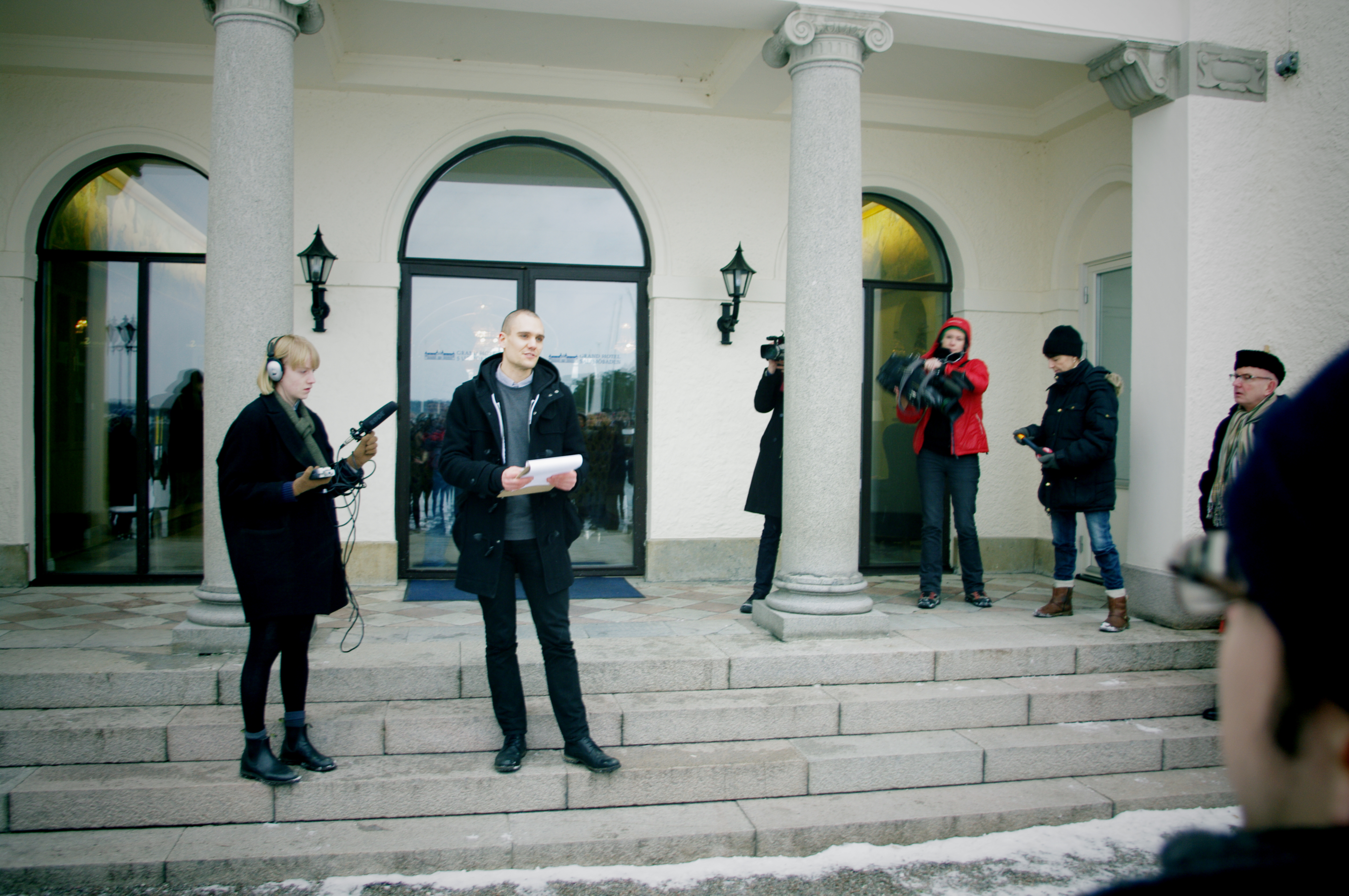
En representant för Förbundet Allt åt alla talar framför Grand Hotel Saltsjöbaden 28 januari 2012.

Förbundet Allt åt alla är en radikal vänsterorganisation och ett socialt fack. Organisationen beskriver sitt mål som ett samhälle organiserat efter principen: av var och en efter förmåga, åt var och en efter behov. Förbundet Allt åt alla har lokalavdelningar i Stockholm, Göteborg, Malmö och Uppsala. Förbundet Allt åt alla har ibland beskrivits vara en del av en politisk riktning som kallats för "vändningen mot vardagen".
Förbundet engagerar sig i en mängd olika frågor såsom bostadspolitik, klimatfrågor, feminism och arbetsrätt. Som politiska metoder använder de olika praktiker såsom demonstrationer, klimatblockader, kampanjer, militanta undersökningar och internationellt hjälparbete. Förbundet har även engagerat sig i flyktingmottagning under Migrationskrisen 2015 i Malmö och social verksamhet som t.ex. läxhjälp och samordning av grannhjälp under Coronapandemin 2020.
Förbundet Allt åt alla driver nätmagasinet Svärm och poddradiokanalen Radio åt alla, med poddar som Eld och Rörelse.

## Historia
Förbundet Allt åt alla grundades 2009 av personer ur den vänsterautonoma miljön. Ambitionen med organisationen var att hitta nya vägar och sätt att bedriva en radikal politik och skapa ett klasslöst samhälle. Förbundet har under 2020-talet distanserat sig från idén om en autonom rörelse, och menar att nästa steg för rörelsen är att "lämna sig själv bakom sig", med sikte på nya sätt att förstå och göra politik.
Allt åt alla har samarbetat med liknande organisationer i andra länder, bland annat inom ramen för nätverken Blockupy och Transnational Social Strike Platform. I augusti 2015 uppmärksammades förbundet i bland annat The Independent för en insamling med syftet att förse befolkningen i en stad i Rojava med elektricitet under det pågående Syriska inbördeskriget.
Förbundet pekades 2015 ut i en rapport från Brottsförebyggande rådet som "våldsbejakande"; en kategorisering som emellertid mötte stark kritik och senare drogs tillbaka.